# 飯国壮三郎
飯国 壮三郎（飯國 壯三郎、いいぐに / いいくに そうざぶろう、1901年（明治34年）9月8日 - 1955年（昭和30年）10月27日）は、日本の実業家、政治家。衆議院議員。

## 経歴
島根県簸川郡塩冶村上塩冶（現出雲市上塩冶町）で、飯国恒一の六男として生まれる。同郷出身の宍道政一郎(出雲製織創業者)の書生を務めながら、堺中学（現大阪府立三国丘高等学校）、関西大学専門部法律科を卒業した。
宍道が経営していた大阪帆布、出雲製織で勤務。1941年（昭和16年）、出雲製織、錦華紡績、日出紡織、和歌山紡織が合併して大和紡績が設立されると、出雲工場長に就任。戦後は、常務、専務取締役を務めた。その他、島根県商工経済会評議員、石見人絹工場取締役、島根繊維工業取締役・社長、大和工業取締役、浜田機械工業取締役、大和農機具工業社長なども務めた。
1946年（昭和21年）4月、第22回衆議院議員総選挙に島根県選挙区から日本自由党公認で出馬し当選し、衆議院議員を一期務めた。